# Simago

Logotipo de Simago

Simago fue una cadena de almacenes populares en España. En 1997 fue adquirida por Continente y sus establecimientos pasaron a operar bajo la marca Champion.

## Historia
La sociedad Simago se constituyó el 15 de febrero de 1960, con el objeto de explotar establecimientos de venta al público «al por menor y al por mayor de toda clase de mercancías, especialmente útiles y menaje de la casa, ferretería, droguería, perfumería, artículos de plástico, electricidad, radio, artículos de alimentación, regalo…». La palabra «Simago» es un acrónimo formado con los apellidos de los fundadores, Simó, Mayorga y Gómez, un grupo hispano-cubano que había abandonado la isla tras el triunfo de la revolución castrista.
Simó y Gómez se separaron pronto del negocio, que quedó en manos de José  Mayorga. A partir de 1963, Simago fue gestionado por un directivo de la sociedad francesa Prisunic, que entró en el capital.
En 1986 los March asumieron el 100% de Simago y en 1990 traspasaron el negocio al grupo asiático Dairy Farm International Holding, que cambió la estructura de ventas y el típico logotipo. En 1997 la cadena fue adquirida por Continente y sus establecimientos pasaron a operar bajo la marca Champion

## Cultura empresarial
Simago se especializó durante los años sesenta, setenta y ochenta en ofrecer a los consumidores de la época productos de bajo coste. Los locales de Simago solían tener poco más de 1000 m², generalmente repartidos entre bazar y supermercado.

## Expansión
El primer establecimiento de Simago estaba situado en la Glorieta de Embajadores de Madrid. En 1963, cuando empieza la colaboración con el grupo francés Prisunic, Simago sólo contaba con cuatro establecimientos, situados en Madrid, Santander, Oviedo y Gijón.
A partir de este momento empieza una rápida expansión que hace que en 1968 Simago disponga ya de centros en 19 ciudades y que en 1973 estuviera ya presente en toda España, excepto en Baleares y Navarra, con 34 establecimientos de venta. A finales de 1976, Simago alcanzó los 50 centros.
En 1982 adquiere la cadena Galeprix-Aurrerá, grupo que pertenecía a Galerías Preciados pero al quedarse fuera de la compra realizada por Rumasa en 1981 pasó a ser propiedad del Banco Urquijo. Con dicha compra Simago pasa a tener 60 centros Simago, 9 supermercados Aurrera y 44 autoservicios Super Descuento.
Cuando Continente compra Simago al grupo asiático Dairy Farm estaba compuesto por 61 centros Simago y 52 supermercados Super Descuento.

## Antiguos Simagos por fecha de inauguración
Madrid (Ronda de Valencia, 9). 7 de mayo de 1960.

 Santander (Jesús de Monasterio, 25). 30 de junio de 1960.

 Oviedo (Uría, 15). 23 de octubre de 1960.

 Gijón (Corrida, 86). 23 de octubre de 1960.

 Madrid (Alcalá, 269). 1 de julio de 1961.

 Madrid (Francos Rodríguez, 14). 5 de diciembre de 1962.

 Madrid (Toledo, 32). 2 de mayo de 1964.

 Bilbao (Plaza Santos Juanes). 13 de octubre de 1964.

 Madrid (Avda. Alfubera, 9).13 de mayo de 1965.

 Baracaldo (Herriko Plaza, 3). 15 de abril de 1966.

 Puertollano (San Gregorio, 3). 1 de diciembre de 1966.

 Almería (Paseo de Almería, 18) 13 de abril de 1967.

 Valladolid (Santiago, 13) 1 de junio de 1967.

 Talavera de la Reina (Gregorio Ruíz, 4). 15 de septiembre de 1967.

 Tarragona (Carrer d'August, 13). 4 de abril de 1968.

 Jerez de la Frontera (Doña Blanca, 13). 6 de junio de 1968.

 Madrid (Conde Peñalver, 15). 23 de octubre de 1968.

 Castellón de la Plana (Carrer Major, 56). 12 de abril de 1969.

 Barcelona (Rambla dels Estudis, 113). 12 de junio de 1969.

 Sevilla (Plaza Duque de la Victoria). 9 de octubre de 1969.

 Salamanca (Toro, 82) 30 de octubre de 1969.

 Logroño (Avda. de La Rioja, 14). 17 de marzo de 1970.

 Badajoz (Alonso de Celada, 4). 13 de mayo de 1970.

 Huelva (Plaza de las Monjas, 17). 28 de noviembre de 1970.

 Alicante (Alfonso El Sabio, 27). 1 de octubre de 1971.

 Murcia (Avda. de La Libertad, 2-4). 23 de marzo de 1972.

 Alcoy (Plaça Espanya, 18). 18 de mayo de 1972.

 Gijón (Libertad, 10). 9 de junio de 1972.

 Córdoba (Jesús y María, 6). 28 de septiembre de 1972.

 Elche (Reina Victoria, 27). 3 de noviembre de 1972.

 Madrid (Avda. Padre Piquer). 30 de noviembre de 1972.

 Las Palmas (Munguía, 7). 8 de marzo de 1973.

 Bilbao (Centro Comercial Zabalburu). 22 de marzo de 1973.

 Jaén (San Clemente, 5). 17 de mayo de 1973.

 Santa Coloma de Gramenet (Rambla de Sant Sebastià, 74). 27 de septiembre de 1973.

 Getafe (Avda. de Madrid, 101). 29 de noviembre de 1973.

 Albacete (Tesifonte Gallego, 20). 4 de abril de 1974.

 Alcobendas (Plaza de la Iglesia). 21 de mayo de 1974.

 Cádiz (Libertad, 1). 11 de junio de 1974.

 Palencia (Pedro Romero, 2) 19 de septiembre de 1974.

 Leganés (Calle de Asturias, 3). 2 de octubre de 1974.

 Alcalá de Henares (Vía Complutense, 49). 4 de octubre de 1974.

 Ferrol (Dolores, 56). 15 de mayo de 1975.

 Zaragoza (Plaza Roma). 5 de julio de 1975.

 Linares (Canalejas, 7). 19 de junio de 1975.

 Vitoria (General Alava, 10). 18 de septiembre de 1975.

 Móstoles (Avda. de la Constitución). Abril de 1976.

 Santiago de Compostela (Montero Ríos, 33). 20 de mayo de 1976.

 Vitoria (Avda. Gasteiz, 87). 20 de octubre de 1976.

 Avilés (Fernández Balsera, 17). 17 de marzo de 1977.

En 1983 y tras la compra de Galeprix-Aurrerá pasan a ser SIMAGO los centros situados en

 Madrid (Fuencarral, 158).

 Madrid (Lavapiés / Valencia, 2).

 Madrid (Moratalaz / Plaza del Encuentro).

 Madrid (Conde de Peñalver).

 Madrid (Glorieta Cuatro Caminos).

 Alcorcón (Parque Lisboa).

 Getafe (Ramón y Cajal).

 Ciudad Real (Ciruela, 11).

 Guadalajara (Plaza de Santo Domingo).

 Algeciras (Plaza de Andalucía). 23 de noviembre de 1986.

 Torrelavega (CC Boulevar Altamira). Septiembre de 1987.

 Pontevedra (CC Abarca). 3 de marzo de 1989.
También hubo centros SIMAGO en Lugo, Motril, Orense y Zamora.

## Situación actual de los antiguos centros SIMAGO
Andalucía
- Algeciras (Plaza de Andalucía). Edificio derribado.[9]
- Almería (Paseo de Almería, 18). Carrefour Market en 2024.
- Cádiz (Libertad, 1). Carrefour Market en 2024.
- Córdoba (Jesús y María, 6). Centro Comercial.[10]
- Granada (Av. de Italia, 11). Hiper Dani en 2025.[11]
- Huelva (Plaza de las Monjas, 17). Carrefour Market en 2024.
- Jaén (San Clemente, 5). Edificio derribado.[12]
- Jerez de la Frontera (Doña Blanca, 13). Carrefour Market en 2024.
- Linares (Canalejas, 7).
- Sevilla (Plaza Duque de la Victoria). ZARA en 2024.

Aragón
- Zaragoza (Plaza Roma). Mercadona en 2024.

### Asturias
- Avilés (Avda. Fernández Balsera, 17). Supercor en 2024.

- Gijón (Calle Corrida, 48). Punto Roma en 2024.
- Gijón (Libertad, 10). Local sin actividad en 2024.
- Oviedo (Calle Uría, 15). Supermercado El Corte Inglés en 2024.

### Canarias
- Las Palmas de Gran Canaria (Calle Munguía). Hiperdino en 2024.

### Cantabria
- Santander (Jesús de Monasterio, 25). Pull&Bear en 2024.
- Torrelavega (CC Boulevar Altamira). Supermercado SUPECO en 2024.

### Castilla-La Mancha
- Albacete (Tesifonte Gallego, 20). STRADIVARIUS en 2024.
- Ciudad Real (Calle Ciruela, 11). Carrefour Market en 2024.
- Guadalajara (Plaza Santo Domingo). Diversos negocios locales en 2024.
- Puertollano (Paseo de San Gregorio, 3). Carrefour Market en 2024.
- Talavera de la Reina (Avenida Gregorio Ruiz, 3). Carrefour Market en 2024.

### Castilla y León
- Palencia (Pedro Romero, 2). Carrefour Market en 2024.
- Salamanca (Toro, 82). Carrefour Market en 2024.
- Valladolid (Santiago, 13). Carrefour Market en 2024.
- Zamora (Víctor Gallego, 13-15). Froiz en 2024.

### Cataluña
- Barcelona (Rambla dels Estudis, 113). Carrefour Market en 2024.
- Santa Coloma de Gramenet (Rambla de Sant Sebastià, 74). Carrefour Market en 2024.
- Tarragona (Carrer d'August, 13). Carrefour Market en 2024.

### Extremadura
- Badajoz (Alonso de Celada, 4). Supermercados Día en 2024.

### Galicia
- Orense (Xosé Ramón Fernández "Oxea")
- Ferrol (Calle Dolores, 56). Supercor en 2024.
- Santiago de Compostela (Montero Rios, 33). Carrefour Market en 2024.
- Pontevedra (Centro Comercial A Barca). Eroski en 2024.
- Lugo (Montero Rios)

### Comunidad de Madrid
- Alcalá de Henares (Vía Complutense, 49). Carrefour en 2024.
- Alcobendas (Plaza de la Iglesia). Supermercado La Despensa en 2024.
- Alcorcón (Parque de Lisboa). Carrefour Market en 2024.
- Getafe (Calle Madrid, 101). Supermercado BonÁrea en 2024.
- Getafe ( Calle Ramón y Cajal, 4). Supermercados Día en 2024.
- Leganés (Calle de Asturias, 3). Local sin actividad.
- Madrid (Avda. Albufera, 9). Carrefour Market en 2024.
- Madrid (Alcalá, 269). Edificio derribado.[13]
- Madrid (Conde de Peñalver, 15). Carrefour Market en 2024.
- Madrid (Conde de Peñalver, 38).
- Madrid (Francos Rodríguez, 14). Supermercados Día en 2024.
- Madrid (Fuencarral, 158). Carrefour Market en 2024.
- Madrid (Lavapiés / Valencia, 2). Carrefour Market en 2024.
- Madrid (Avda. Padre Piquer). Carrefour Market en 2024.
- Madrid (Plaza del Encuentro, Moratalaz). Carrefour Market, en 2024.
- Madrid (Ronda de Valencia, 9). Supermercados Día en 2024.
- Madrid (Toledo, 32). Supermercados Día en 2024.
- Madrid (Glorieta de Cuatro Caminos, 4). Carrefour Market en 2024.
- Móstoles (Avda. de La Constitución, 74). Carrefour Market en 2024.

### Murcia
- Murcia (Avda. de La Libertad, 2-4). Tiendas Inditex y MANGO en 2024.

### País Vasco
- Baracaldo (Herriko Plaza, 3). Supermercados SUPERCOR en 2024.
- Bilbao (Plaza Santos Juanes). Carrefour Market en 2024.
- Bilbao (Plaza Zabalburu). Carrefour Market en 2024.
- Vitoria (General Álava, 10). Carrefour Market en 2024.
- Vitoria (Avda. Gasteiz, 87). MiAlcampo en 2024.

### La Rioja
- Logroño ( (Avda. de La Rioja, 14). Carrefour Market en 2024.

### Comunidad Valenciana
- Alcoy (Plaça Espanya, 18). Supermecados MasyMas en 2024.
- Alicante (Alfonso El Sabio, 27). Edificio sin actividad.[14]
- Castellón de la Plana (Carrer Major, 56). Carrefour Market en 2024.
- Elche (Reina Victoria, 27). Supermercado Hiperber en 2024.